# Dicranostyles
Dicranostyles ist eine Pflanzengattung in der Familie der Windengewächse (Convolvulaceae). Die etwa 15 Arten sind in Südamerika verbreitet.

## Beschreibung

### Vegetative Merkmale
Dicranostyles sind Lianen, deren über 30 m lang werdende Sprossachsen einen Durchmesser von über 15 cm erreichen und glatt bis leicht gerieft sind.
Die wechselständig angeordneten Laubblätter sind in Blattstiel und Blattspreite gegliedert. Die Blattstiele sind rinnig. Die einfachen Blattspreiten sind häutig, gelegentlich nahezu lederig. Die Spreitenbasis ist spitz zulaufend, spitz oder stumpf, nur gelegentlich gerundet, herzförmig oder abgeschnitten. Die Spreitenspitzen sind spitz zulaufend oder selten abgeschnitten. Der Blattrand ist ganzrandig. Die Blattaderung ist schlingläufig (brochidrodrom). Die gelegentlich nicht beständige Behaarung (Indument) ist anliegend flaumig oder aufrecht fein. Es sind keine Nebenblätter vorhanden.

### Blütenstände und Blüten
Die seitenständigen Blütenstände stehen meist in mehr oder weniger deutlichen Gruppen in den Blattachseln oder entlang der Internodien. Die Blütenstände sind traubig, traubig-thyrsenförmig, zylindrisch-thyrsenförmig oder thyrsenförmig aufgebaut und mit anliegenden, zweiästigen Trichomen behaart. Die Hochblätter sind meist eiförmig, beständig und fein behaart, nur selten unbehaart. Die Vorblätter sind schuppenförmig.
Die zwittrigen Blüten sind fünfzählig mit doppelter Blütenhülle. Es ist eine valvat-induplicate (klappig nach innen gefaltete) Knospendeckung vorhanden. Die Kelchblätter überlappen sich dachig (quincuncial), die äußeren Kelchblätter sind meist eiförmig und nach vorn hin spitz, die inneren sind breit eiförmig bis nahezu rund und nach vorn hin abgerundet. Die nicht von anderen Blütenteilen verdeckten Bereiche der Kelchblätter sind meist fein behaart, die verdeckten Bereiche sind meist unbehaart. Die Krone ist weiß oder gelegentlich rosa gefärbt und mit nur 5 mm (selten bis 8 mm) Länge sehr klein. Die Form ist nahezu radförmig oder trichterförmig, im ersten Fall sind die Kelchblätter bis nahezu zur Basis geteilt, im zweiten Fall auf der Hälfte der Länge oder mehr miteinander verwachsen. Die dadurch gebildeten Kronlappen sind langgestreckt bis langgestreckt-dreieckig. Die Spitzen sind zugespitzt bis rund, die Ränder sind eingerollt, nach innen gebogen, aufrecht oder zur Blütezeit nach hinten gebogen. Die Außenseite der Krone ist fein behaart, die Innenseite ist nur selten behaart.
Die Staubblätter stehen auf demselben Radius wie die Kronblätter (epipetal) und stehen entweder zwischen den Kronlappen aus der Krone hinaus oder sind nach innen gebogen und stehen am Ende der Kronröhre zusammen. Die Staubfäden sind fadenförmig oder verjüngen sich von einer verbreiterten bis flach dreieckigen Basis. Die Basis steht frei und kann mit zottigen Haaren besetzt sein oder ist mit der Kronröhre verwachsen und ist dann oft mit einem längs verlaufenden Ring drüsiger Haare besetzt. Die Staubbeutel sind rückseitig fixiert, elliptisch-rund, langgestreckt, eiförmig oder dreieckig, ihre Basis ist pfeilförmig. Der Blütenboden ist becherförmig und mit fünf Lappen besetzt, die möglicherweise Nektar bilden. Der Fruchtknoten ist meist eiförmig bis konisch-eiförmig, nur gelegentlich verkehrt-eiförmig. Die Griffel sind verwachsen und nur in zwei kurze Äste geteilt oder aber komplett geteilt. Die Narben sind zweilappig, wobei die Narbenlappen flach, kugelförmig, gerundet, zylindrisch oder birnenförmig sein und frei oder eng anliegend stehen können.

### Früchte und Samen
Die Früchte sind nussartig, elliptisch bis elliptisch-zylindrisch. Sie bilden ein dickes, ledriges bis holziges Perikarp aus. Durch Verkümmerung der Samenanlagen bilden sie meist nur einen, selten auch bis vier Samen aus. Diese sind unbehaart, eiförmig bis langgestreckt eiförmig, oder wenn mehr als ein Samen pro Frucht vorkommt dreieckig. Der Samenmantel ist weich und ledrig, das Endosperm ist nur wenig ausgeprägt oder fehlt ganz. Die Keimblätter sind dünn, entlang der Mittelachse und längs gefaltet.

## Verbreitung
Die Arten der Untergattung Dicranostyles kommen zwischen der venezolanischen Sierra Imataca in der Nähe der Mündung des Rio Orinoco bis in den brasilianischen Bundesstaat Pará im Osten, den brasilianischen Bundesstaaten Rondônia und Acre, das bolivianische El Beni sowie die peruanischen Regionen Loreto und Amazonas im Südwesten und bis an die Südseite der küstennahen Anden in Venezuela vor.
Die Untergattung Kuhlmanniella (Barroso) D.F.Austin kommt hauptsächlich in einem kleineren Gebiet vor, welches sich entlang des oberen Laufes des Amazonas in Brasilien und Peru erstreckt.

## Systematik

### Taxonomie
Die Gattung Dicranostyles wurde durch George Bentham aufgestellt. Die Typusart ist Dicranostyles scandens Benth.

### Äußere Systematik
Innerhalb der Windengewächse wird die Gattung nach molekularbiologischen Erkenntnissen in die Tribus Maripeae eingeordnet. Neben der Gattung Dicranostyles zählen die Gattungen Maripa und Lysiostyles ebenfalls zu dieser Tribus.

### Innere Systematik
Zur Gattung Dicranostyles werden 15 Arten gezählt, die in zwei Untergattungen unterteilt sind.
| Untergattung Dicranostyles - Dicranostyles ampla Ducke: Sie kommt in drei Varietäten im nördlichen Südamerika vor. - Dicranostyles costanensis Steyermark & D.Austin: Sie kommt in Venezuela vor. - Dicranostyles densa Spruce ex Meisn.: Sie kommt im nördlichen Brasilien vor. - Dicranostyles guianensis Mennega: Sie kommt im nördlichen Südamerika vor. - Dicranostyles longifolia Ducke: Sie kommt vom südlichen Venezuela bis ins nördliche Peru vor. - Dicranostyles scandens Benth.: Sie kommt im tropischen Südamerika vor. - Dicranostyles sericea Cleason: Sie kommt vom südöstlichen Kolumbien bis ins südliche Venezuela und ins nördliche Peru vor. - Dicranostyles solimoesensis Mennega: Sie kommt im nördlichen Brasilien vor. - Dicranostyles villosa Ducke: Sie kommt in zwei Varietäten in Französisch-Guayana, in Suriname und im nördlichen Brasilien vor. Untergattung Kuhlmanniella (Barroso) D.F.Austin - Dicranostyles falconiana (Barroso) Ducke: Sie kommt im nördlichen Brasilien vor. - Dicranostyles globostigma D.Austin: Sie kommt in Venezuela und im nördlichen Brasilien vor. - Dicranostyles holostyla Ducke: Sie kommt vom südöstlichen Kolumbien bis Venezuela und Peru vor. - Dicranostyles integra Ducke: Sie kommt in Kolumbien, in Peru und im nördlichen Brasilien vor. - Dicranostyles laxa Ducke: Sie kommt im nördlichen Brasilien vor. - Dicranostyles mildbraediana Pilger: Sie kommt in Bolivien und im nördlichen Peru vor. |